# Gelbes Quartier
Das Gelbe Quartier ist ein statistischer Bezirk der Altstadt von Bern. Letztere ist geografisch mit dem Stadtteil Innere Stadt (I) identisch. 
Gemeinsam mit dem Roten Quartier bildet es das gebräuchliche Quartier Obere Altstadt. Das Gelbe Quartier reicht vom Käfigturm bis an die Zytglogge.

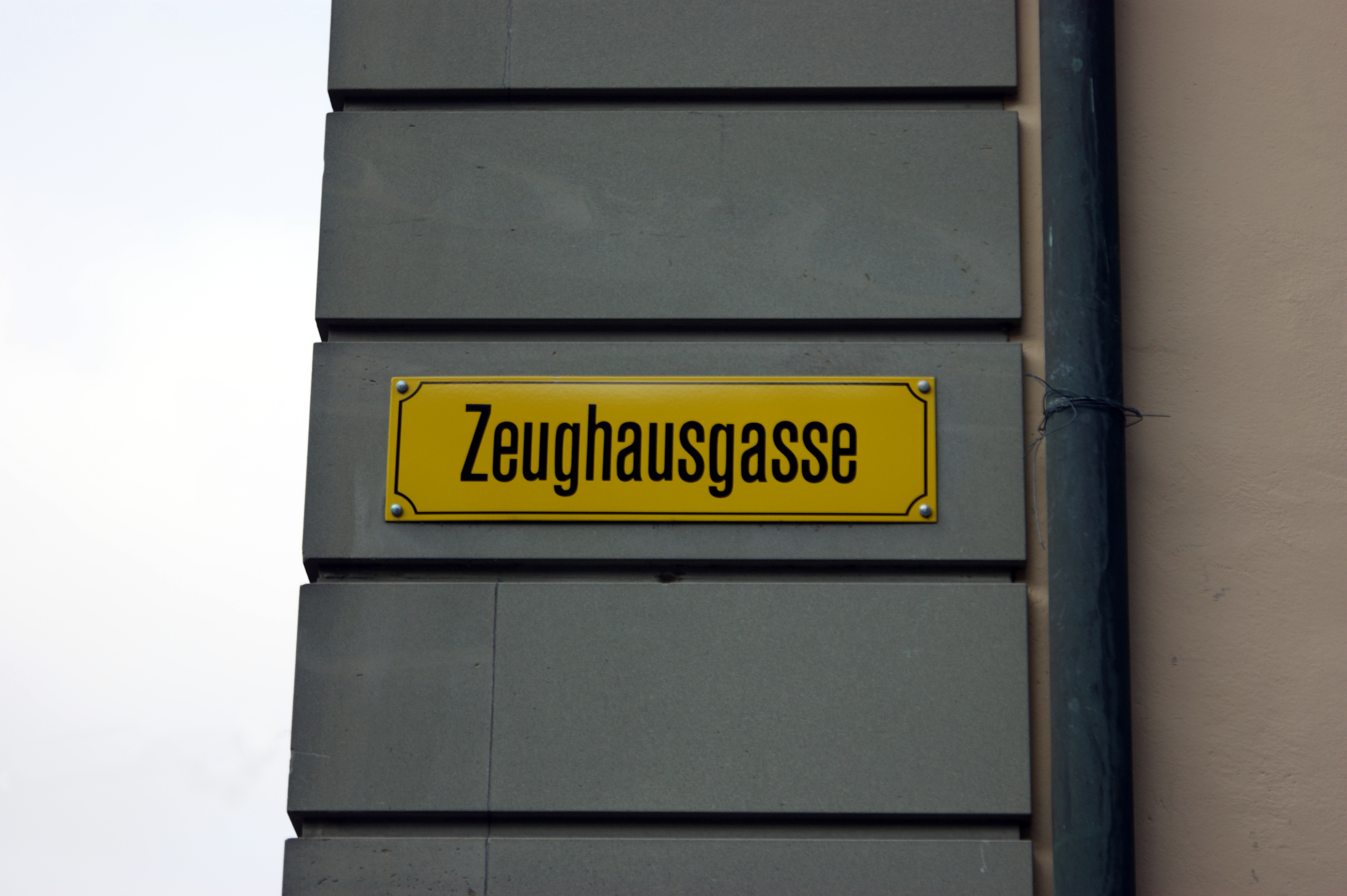
Gelbes Strassenschild (2018)

Die Einteilung und Farbbezeichnungen gehen auf das Jahr 1798 zurück, als Napoleons Truppen anlässlich ihrer Einquartierung zur besseren Orientierung die Stadt in verschiedenfarbige Quartiere einteilten, da es noch keine Strassennamen gab bzw. die Soldaten mehrheitlich Analphabeten waren. Deshalb wurden zweisprachige Strassenschilder in entsprechenden Farben angefertigt, und diese Bezeichnungen bzw. Farbgebungen für Schilder halten sich bis heute.
Im Jahr 2022 wurden 174 Einwohner angegeben, davon 113 Schweizer und 61 Ausländer.
Längsgassen des Quartiers sind:
- Nägeligasse
- Zeughausgasse
- Marktgasse
- Amthausgasse
- Kochergasse

Nördlich auch:
- Schüttestrasse
- Langmauerweg